# Cupido aenigma
Cupido aenigma är en fjärilsart som beskrevs av John Nevill Eliot och Kawazoé 1983. Cupido aenigma ingår i släktet Cupido och familjen juvelvingar. Inga underarter finns listade i Catalogue of Life.